# Lascia che sia
Lascia che sia (2005) è il quarto album di Enrico Capuano.

## Tracce
1. Viva Maria
2. Lascia che sia
3. Luna
4. A me stesso
5. Saltarello
6. Reprice
7. Disubbidance
8. Tarantarock
9. Tarantella dei baraccati
10. Volano pietre
11. È festa